# Outarville
Outarville is een gemeente in het Franse departement Loiret (regio Centre-Val de Loire). De plaats maakt deel uit van het arrondissement Pithiviers. Outarville telde op 1 januari 2022 1.343 inwoners.

## Geografie
De oppervlakte van Outarville bedroeg op 1 januari 2022 46,61 vierkante kilometer; de bevolkingsdichtheid was toen 28,8 inwoners per km².

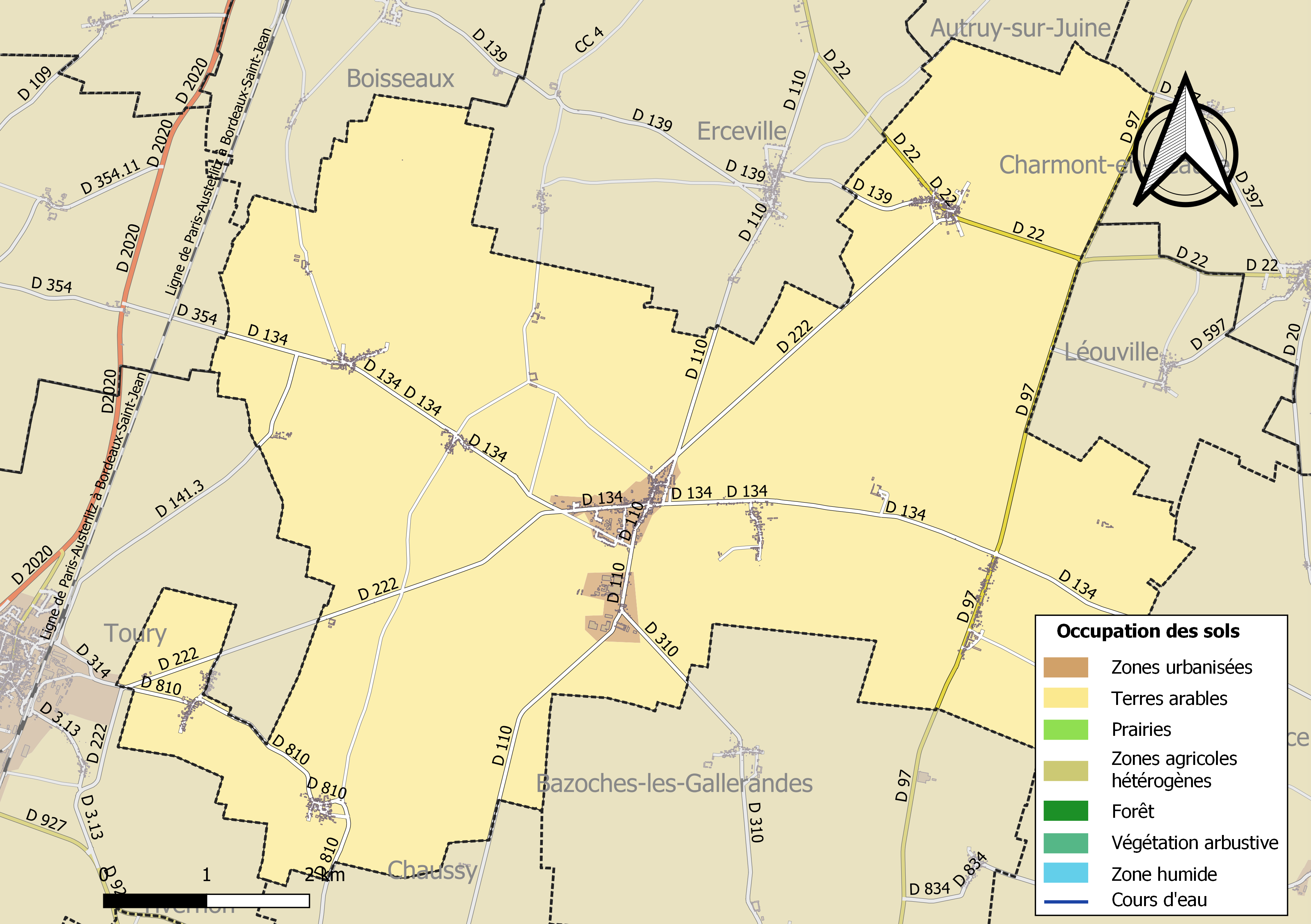
Kaart van de gemeente met de belangrijkste infrastructuur, bodemgebruik en omliggende gemeenten

## Demografie
Onderstaande figuur toont het verloop van het inwonertal (bron: INSEE-tellingen).